# Kjeholmen (Sveio)
Ne doit pas être confondu avec Kjeholmen.
Kjeholmen est une île norvégienne dans le landskap Sunnhordland du comté de Vestland. Elle appartient administrativement à Sveio.

## Géographie
Rocheuse et désertique, elle s'étend sur environ 229 m de longueur pour une largeur approximative de 152 m. 